# Inner Revolution
Inner Revolution è il sesto album in studio da solista del cantautore statunitense Adrian Belew, pubblicato nel 1992.

## Tracce
1. Inner Revolution
2. This Is What I Believe In
3. Standing in the Shadow
4. Big Blue Sun
5. Only a Dream
6. Birds
7. I'd Rather Be Right Here
8. The War in the Gulf Between Us
9. I Walk Alone
10. Everything
11. Heaven's Bed
12. Member of the Tribe